# Efrem Zimbalist II
Pour les articles homonymes, voir Efrem Zimbalist et Zimbalist.
Efrem Zimbalist II (aussi dit Efrem Zimbalist Jr. ; en anglais : « Efrem Zimbalist, Jr. ») est un acteur américain, né le 30 novembre 1918 à New York et mort le 2 mai 2014 à Solvang, Californie,.

## Biographie
Il est le fils du violoniste Efrem Zimbalist et de la soprano Alma Gluck, et le père de l'actrice Stephanie Zimbalist et de Efrem Zimbalist III dit Efrem Skip Zimbalist III.

## Filmographie

### Cinéma

#### Films
- 1949 : La Maison des étrangers (House of Strangers) de Joseph L. Mankiewicz : Tony
- 1957 : L'Esclave libre (Band of Angels) de Raoul Walsh : Lt. Ethan Sears
- 1957 : Bombardier B-52 (Bombers B-52) de Gordon Douglas : Colonel Jim Herlihy, Commanding Officer 329th Bomber Squadron
- 1958 : En patrouille (The Deep Six) de Rudolph Maté : Lt. Blanchard
- 1958 : Une femme marquée (Too Much, Too Soon) de Art Napoleon : Vincent Bryant
- 1958 : Le Témoin dangereux (en) (Girl on the Run) de Richard L. Bare : Stuart Bailey / le temoin dangereux
- 1958 : Violent Road de Howard W. Koch : George Lawrence / le salaire du courage
- 1958 : Retour avant la nuit (Home Before Dark) de Mervyn LeRoy : Jacob Diamond
- 1960 : Les Prisonniers du ciel (The Crowded Sky) de Joseph Pevney : Dale Heath /alerte en plein ciel
- 1961 : A Fever in the Blood de Vincent Sherman : Juge Leland Hoffman
- 1961 : Par l'amour possédé (By Love Possessed) de John Sturges : Arthur Winner
- 1962 : Les Liaisons coupables (The Chapman Report) de George Cukor : Paul Radford
- 1965 : Harlow de Gordon Douglas : William Mansfield
- 1965 : The Reward de Serge Bourguignon : Frank Bryant/ la recompense
- 1967 : Seule dans la nuit (Wait Until Dark) de Terence Young : Sam Hendrix
- 1974 : 747 en péril (Airport 1975) de Jack Smight : Capitaine Stacy
- 1982 : The Avenging de Lyman Dayton : Jacob Anderson
- 1991 : Hot Shots! de Jim Abrahams : Wilson
- 1994 : The Street Corner Kids : Marty
- 1995 : The Street Corner Kids: The Sequel de Margaret Raphael : Marty
- 2001 : The First Day (TV) : Benjamin Hart

#### Films d'animation
- 1993 : Batman, la vengeance du fantôme (Batman: Mask of the Phantasm) : Alfred Pennyworth
- 1998 : Batman et Mr. Freeze : Subzero (Batman & Mr. Freeze: SubZero) : Alfred Pennyworth (vidéo)
- 2003 : Batman : La Mystérieuse Batwoman (Batman: Mystery of the Batwoman) : Alfred Pennyworth  (vidéo)

### Télévision

#### Téléfilms et séries télévisées
- 1946 : Mr. and Mrs. North (TV)
- 1954 : Concerning Miss Marlowe (série télévisée) : Jim Gavin (1954-1955)
- 1958 : 77 Sunset Strip (série télévisée)
- 1965 : Sur la piste du crime (The F.B.I.) (série télévisée) : Lewis Erskine
- 1967 : Cosa Nostra, Arch Enemy of the FBI (TV) : Lewis Erskine
- 1975 : Le Daliah noir (Who Is the Black Dahlia?) (TV) : Sergent Harry Hansen
- 1978 : A Family Upside Down (TV) : Mike Long
- 1978 : Terreur dans le ciel (Terror Out of the Sky) (TV) : David Martin
- 1979 : The Best Place to Be (TV) : Bill Reardan
- 1979 : The Gathering, Part II (TV) : Victor Wainwright
- 1980 : Scrupules (Scruples) (feuilleton TV) : Ellis Ikehorn
- 1982 : Family in Blue (TV) : Marty Malone
- 1982 : Beyond Witch Mountain (TV) : Aristotle
- 1983 : The Tempest (vidéo) : Prospero
- 1983 : Baby Sister (TV) : Tom Burroughs
- 1983 : Shooting Stars (TV) : Robert Cluso
- 1985 : La Marraine de Charley (Charley's Aunt) (TV) : Col. Francis Chesney
- 1989 : Streets (série télévisée)
- 1990 : Zorro (série télévisée) : Don Alejandro de la Vega (saison 1)
- 1993 : Le Trésor des alizés ("Trade Winds") (feuilleton TV) : Christof Philips
- 1998 : Un taxi pour le Canada (Cab to Canada) (TV) : Vice Chancelier

#### Série d'animation
- 1991-1993 : La Légende de Prince Vaillant (The Legend of Prince Valiant) : Roi Arthur (65 épisodes)
- 1992-1995 : Batman (Batman: The Animated Series) : Alfred Pennyworth (2e voix, 54 épisodes)
- 1995-1997 : Spider-Man, l'homme-araignée (Spider-Man: The Animated Series) : Docteur Octopus (12 épisodes)
- 1997-1998 : Batman, les nouvelles aventures : Alfred Pennyworth (12 épisodes)
- 1997-1999 : Superman, l'Ange de Metropolis (Superman: The Animated Series) : Alfred Pennyworth (4 épisodes)
- 2003 : Static Choc (Static Shock) : Alfred Pennyworth (saison 3, épisode 1)
- 2003-2004 : La Ligue des justiciers (Justice League) :  Alfred Pennyworth (3 épisodes)